# Посесионе Виторија (Ферара)
Посесионе Виторија је насеље у Италији у округу Ферара, региону Емилија-Ромања.
Према процени из 2011. у насељу је живело 8 становника. Насеље се налази на надморској висини од 2 м.